# إيفان برسكورف
إيفان يسوفيتش برسكورف (الروسية: Иван Иосифович Проскуров) كان طيارًا عسكريًّا سوفيتيًّا، حاز وسام بطل الاتحاد السوفيتي. خلال الحرب الأهلية الإسبانية، أرسل لقيادة سرب من القاذفات. عُين مديرًا لمديرية المخابرات الرئيسية، ومن المعروف أنه حاول تحذير ستالين من أن القوات المسلحة السوفيتية ليست مستعدة للدفاع عن الدولة في حالة غزو ألماني.

## النشأة والمسيرة المهنية المبكرة
هو ابن لعامل في السكك الحديدية، من إقليم زاباروچيا في أوكرانيا، درس في معهد خاركوف لميكنة وكهرباء الزراعة وعمل في مزرعة في قرية على نهر دنيبر، ثم أصبح عاملًا في مصنع. انضم للحزب الشيوعي في 1927. وانضم للجيش الأحمر في 1931، وتدرب ليصبح طيارًا عسكريًّا في مدرسة الطيران في ستالينجراد بين عام 1931-1933. بعد التخرج، أصبح معلم طيران. في عام 1936 حقق رحلة طيران خرقت الرقم القياسي بالطيران إلى خاباروفسك في الشرق الأقصى، في رحلة مدتها 54 ساعة و13 دقيقة، لتوصيل مهندس وقطع غيار للطيار السوفيتي الشهير فاليري شكالوف، الذي أصيبت طائراته بأعطال خلال حادث. في سبتمبر 1936، أُرسل في مهمة سرية إلى إسبانيا لإسناد الجمهوريين خلال الحرب الأهلية الإسبانية. من فبراير 1937، كان قائدًا لسرب القصف الأول، وخلال مرحلة الدفاع عن مدريد، لكنه استدعي إلى موسكو بعد وقت قصير من إغراق الطائرات السوفيتية لسفينة حربية ألمانية بالقرب من إيبيزا، ما أدى لمقتل 31 بحارًا ألمانيًّا، وهو الأمر الذي كان مبررًا لهتلر للرد بقصف ألمرية. بعد عودته للاتحاد السوفيتي، حصل على ترقيات سريعة، بعدما أزيح الكثير من العسكريين القياديين خلال التطهير العظيم. في 1938، عُين مديرًا لجيش الطيران الخاص الثاني في جبهة الشرق الأقصى.

## استشهادات
1. ↑  TracesOfWar | Ivan Iosifovich Proskurov، QID:Q98839586
2. ↑  "Проскуров, Иосиф Иосифович". Гроно. مؤرشف من الأصل في 2020-02-25. اطلع عليه بتاريخ 2018-10-17.